# Ентерпрайз (Орегон)
Ентерпрайз (англ. Enterprise) — місто (англ. city) в США, в окрузі Валлова штату Орегон. Населення — 2052 особи (2020).

## Географія
Ентерпрайз розташований за координатами 45°25′33″ пн. ш. 117°16′43″ зх. д. / 45.42583° пн. ш. 117.27861° зх. д. (45.425845, -117.278489).  За даними Бюро перепису населення США в 2010 році місто мало площу 3,95 км², уся площа — суходіл.

### Клімат
| Клімат : Ентерпрайз        | Клімат : Ентерпрайз | Клімат : Ентерпрайз | Клімат : Ентерпрайз | Клімат : Ентерпрайз | Клімат : Ентерпрайз | Клімат : Ентерпрайз | Клімат : Ентерпрайз | Клімат : Ентерпрайз | Клімат : Ентерпрайз | Клімат : Ентерпрайз | Клімат : Ентерпрайз | Клімат : Ентерпрайз | Клімат : Ентерпрайз |
| Показник                   | Січ.                | Лют.                | Бер.                | Квіт.               | Трав.               | Черв.               | Лип.                | Серп.               | Вер.                | Жовт.               | Лист.               | Груд.               | Рік                 |
| Абсолютний максимум, °C    | 16,1                | 18,9                | 25,6                | 32,8                | 35,6                | 38,3                | 41,7                | 40,6                | 36,7                | 32,2                | 21,7                | 17,2                | 41,7                |
| Середній максимум, °C      | 1,1                 | 4,4                 | 8,5                 | 13,7                | 18,6                | 22,4                | 28,3                | 27,8                | 22,9                | 16,2                | 7,4                 | 2,5                 | 14,5                |
| Середня температура, °C    | −4,5                | −1,5                | 1,8                 | 6,0                 | 10,1                | 13,4                | 17,2                | 16,3                | 12,3                | 7,3                 | 1,0                 | −2,8                | 6,4                 |
| Середній мінімум, °C       | −10,1               | −7,4                | −5                  | −1,7                | 1,6                 | 4,4                 | 6,0                 | 4,7                 | 1,7                 | −1,6                | −5,4                | −8,1                | −1,7                |
| Абсолютний мінімум, °C     | −36,7               | −37,8               | −29,4               | −17,8               | −10                 | −5,6                | −2,2                | −5                  | −10,6               | −17,8               | −30                 | −35,6               | −37,8               |
| Норма опадів, мм           | 23                  | 18                  | 25                  | 30                  | 42                  | 53                  | 18                  | 20                  | 26                  | 27                  | 25                  | 26                  | 333                 |
| Днів з опадами             | 11                  | 10                  | 13                  | 14                  | 13                  | 11                  | 7                   | 6                   | 6                   | 8                   | 14                  | 11                  | 124,0               |
| -------------------------- | ------------------- | ------------------- | ------------------- | ------------------- | ------------------- | ------------------- | ------------------- | ------------------- | ------------------- | ------------------- | ------------------- | ------------------- | ------------------- |
| Джерело: WRCC, Weatherbase |                     |                     |                     |                     |                     |                     |                     |                     |                     |                     |                     |                     |                     |

## Демографія
Згідно з переписом 2010 року, у місті мешкало 1940 осіб у 871 домогосподарстві у складі 522 родин. Густота населення становила 491 особа/км².  Було 965 помешкань (244/км²).
Расовий склад населення:
| - 95,9 % — білих - 0,6 % — корінних американців - 0,5 % — азіатів - 0,3 % — чорних або афроамериканців - 0,1 % — вихідців з тихоокеанських островів |

До двох чи більше рас належало 2,2 %. Частка іспаномовних становила 3,1 % від усіх жителів.
За віковим діапазоном населення розподілялося таким чином: 21,2 % — особи молодші 18 років, 57,2 % — особи у віці 18—64 років, 21,6 % — особи у віці 65 років та старші. Медіана віку мешканця становила 46,0 року. На 100 осіб жіночої статі у місті припадало 92,8 чоловіків;  на 100 жінок у віці від 18 років та старших — 90,4 чоловіків також старших 18 років.
Середній дохід на одне домашнє господарство  становив 46 902 долари США (медіана — 38 264), а середній дохід на одну сім'ю — 59 705 доларів (медіана — 57 989). Медіана доходів становила 45 347 доларів для чоловіків та 40 238 доларів для жінок. За межею бідності перебувало 15,8 % осіб, у тому числі 26,9 % дітей у віці до 18 років та 5,6 % осіб у віці 65 років та старших.
Цивільне працевлаштоване населення становило 716 осіб. Основні галузі зайнятості: освіта, охорона здоров'я та соціальна допомога — 21,6 %, сільське господарство, лісництво, риболовля — 14,0 %, роздрібна торгівля — 11,7 %, фінанси, страхування та нерухомість — 9,5 %.